# Gran Premio motociclistico d'Italia 2016
Il Gran Premio motociclistico d'Italia 2016 è stato la sesta prova del motomondiale del 2016; si è disputata il 22 maggio sull'autodromo internazionale del Mugello ed è stata la 68ª edizione del Gran Premio motociclistico d'Italia valida per il titolo iridato.
Nelle gare delle tre classi si sono imposti Jorge Lorenzo in MotoGP, Johann Zarco in Moto2 e Brad Binder in Moto3.

## MotoGP
La gara della classe regina si è decisa al fotofinish: sulla linea del traguardo Jorge Lorenzo è riuscito a sopravanzare Marc Márquez di 19 millesimi di secondo. Al terzo posto è invece giunto Andrea Iannone.
Viene ricordato anche il ritiro di Valentino Rossi dovuto ad un guasto meccanico al propulsore; erano quasi 9 anni che non veniva fermato in gara da problemi meccanici.
In classifica generale Lorenzo raddoppia il suo vantaggio su Márquez, portandolo ora a 10 punti; Rossi che è terzo si trova staccato di 37 punti.

### Arrivati al traguardo
| Pos. | Nº | Pilota           | Squadra                     | Motocicletta       | Giri | Tempo     | Griglia | Punti |
| ---- | -- | ---------------- | --------------------------- | ------------------ | ---- | --------- | ------- | ----- |
| 1º   | 99 | Jorge Lorenzo    | Movistar Yamaha             | Yamaha YZR-M1      | 23   | 41'36.535 | 5       | 25    |
| 2º   | 93 | Marc Márquez     | Repsol Honda                | Honda RC213V       | 23   | +0,019    | 4       | 20    |
| 3º   | 29 | Andrea Iannone   | Ducati Team                 | Ducati Desmosedici | 23   | +4,742    | 3       | 16    |
| 4º   | 26 | Dani Pedrosa     | Repsol Honda                | Honda RC213V       | 23   | +4,910    | 7       | 13    |
| 5º   | 4  | Andrea Dovizioso | Ducati Team                 | Ducati Desmosedici | 23   | +6,256    | 13      | 11    |
| 6º   | 25 | Maverick Viñales | Suzuki Ecstar               | Suzuki GSX-RR      | 23   | +8,670    | 2       | 10    |
| 7º   | 38 | Bradley Smith    | Monster Yamaha Tech 3       | Yamaha YZR-M1      | 23   | +13,340   | 8       | 9     |
| 8º   | 9  | Danilo Petrucci  | Octo Pramac Yakhnich        | Ducati Desmosedici | 23   | +14,598   | 9       | 8     |
| 9º   | 41 | Aleix Espargaró  | Suzuki Ecstar               | Suzuki GSX-RR      | 23   | +18,643   | 6       | 7     |
| 10º  | 51 | Michele Pirro    | Ducati Team                 | Ducati Desmosedici | 23   | +22,298   | 11      | 6     |
| 11º  | 35 | Cal Crutchlow    | LCR Honda                   | Honda RC213V       | 23   | +27,936   | 16      | 5     |
| 12º  | 8  | Héctor Barberá   | Avintia Racing              | Ducati Desmosedici | 23   | +35,712   | 15      | 4     |
| 13º  | 50 | Eugene Laverty   | Aspar Team                  | Ducati Desmosedici | 23   | +38,032   | 18      | 3     |
| 14º  | 6  | Stefan Bradl     | Aprilia Racing Team Gresini | Aprilia RS-GP      | 23   | +40,094   | 20      | 2     |
| 15º  | 44 | Pol Espargaró    | Monster Yamaha Tech 3       | Yamaha YZR-M1      | 23   | +59,811   | 14      | 1     |
| 16º  | 68 | Yonny Hernández  | Aspar Team                  | Ducati Desmosedici | 23   | +1'04.397 | 12      |       |

### Ritirati
| Nº | Pilota          | Squadra                       | Motocicletta       | Giri | Griglia |
| -- | --------------- | ----------------------------- | ------------------ | ---- | ------- |
| 46 | Valentino Rossi | Movistar Yamaha               | Yamaha YZR-M1      | 8    | 1       |
| 45 | Scott Redding   | Octo Pramac Yakhnich          | Ducati Desmosedici | 8    | 10      |
| 43 | Jack Miller     | Estrella Galicia 0,0 Marc VDS | Honda RC213V       | 0    | 17      |
| 19 | Álvaro Bautista | Aprilia Racing Team Gresini   | Aprilia RS-GP      | 0    | 19      |
| 76 | Loris Baz       | Avintia Racing                | Ducati Desmosedici | 0    | 21      |

## Moto2
La gara della classe intermedia si è disputata in due parti: al quarto giro dalla prima partenza Xavi Vierge è caduto, danneggiando le protezioni della pista e obbligando la direzione della gara ad interrompere la prova. È stata data una nuova ripartenza con riduzione dei giri previsti e sul traguardo si è imposto il campione mondiale in carica, il francese Johann Zarco, con un vantaggio di 30 millesimi di secondo sull'italiano Lorenzo Baldassarri. Sul terzo gradino del podio il britannico Sam Lowes che continua a comandare la classifica provvisoria.

### Arrivati al traguardo
| Pos. | Nº | Pilota              | Squadra                       | Motocicletta       | Giri | Tempo     | Griglia | Punti |
| ---- | -- | ------------------- | ----------------------------- | ------------------ | ---- | --------- | ------- | ----- |
| 1º   | 5  | Johann Zarco        | Ajo Motorsport                | Kalex Moto2        | 10   | 18'59.391 | 6       | 25    |
| 2º   | 7  | Lorenzo Baldassarri | Forward Racing                | Kalex Moto2        | 10   | +0,030    | 3       | 20    |
| 3º   | 22 | Sam Lowes           | Federal Oil Gresini           | Kalex Moto2        | 10   | +1,096    | 1       | 16    |
| 4º   | 12 | Thomas Lüthi        | Garage Plus Interwetten       | Kalex Moto2        | 10   | +1,215    | 7       | 13    |
| 5º   | 55 | Hafizh Syahrin      | Petronas Raceline Malaysia    | Kalex Moto2        | 10   | +1,653    | 15      | 11    |
| 6º   | 49 | Axel Pons           | AGR Team                      | Kalex Moto2        | 10   | +2,110    | 4       | 10    |
| 7º   | 40 | Álex Rins           | Paginas Amarillas HP 40       | Kalex Moto2        | 10   | +5,649    | 9       | 9     |
| 8º   | 21 | Franco Morbidelli   | Estrella Galicia 0,0 Marc VDS | Kalex Moto2        | 10   | +6,249    | 13      | 8     |
| 9º   | 30 | Takaaki Nakagami    | Idemitsu Honda Team Asia      | Kalex Moto2        | 10   | +6,280    | 2       | 7     |
| 10º  | 77 | Dominique Aegerter  | CarXpert Interwetten          | Kalex Moto2        | 10   | +6,322    | 12      | 6     |
| 11º  | 11 | Sandro Cortese      | Dynavolt Intact GP            | Kalex Moto2        | 10   | +6,720    | 11      | 5     |
| 12º  | 24 | Simone Corsi        | Speed Up Racing               | Speed Up SF16      | 10   | +7,659    | 8       | 4     |
| 13º  | 44 | Miguel Oliveira     | Leopard Racing                | Kalex Moto2        | 10   | +7,718    | 21      | 3     |
| 14º  | 52 | Danny Kent          | Leopard Racing                | Kalex Moto2        | 10   | +7,745    | 18      | 2     |
| 15º  | 94 | Jonas Folger        | Dynavolt Intact GP            | Kalex Moto2        | 10   | +8,046    | 17      | 1     |
| 16º  | 73 | Álex Márquez        | Estrella Galicia 0,0 Marc VDS | Kalex Moto2        | 10   | +9,300    | 14      |       |
| 17º  | 60 | Julián Simón        | QMMF Racing                   | Speed Up SF16      | 10   | +10,410   | 20      |       |
| 18º  | 23 | Marcel Schrötter    | AGR Team                      | Kalex Moto2        | 10   | +11,585   | 5       |       |
| 19º  | 88 | Ricard Cardús       | JPMoto Malaysia               | Suter MMX2         | 10   | +11,654   | 25      |       |
| 20º  | 42 | Federico Fuligni    | Team Ciatti                   | Kalex Moto2        | 10   | +14,739   | 28      |       |
| 21º  | 70 | Robin Mulhauser     | CarXpert Interwetten          | Kalex Moto2        | 10   | +15,089   | 24      |       |
| 22º  | 14 | Ratthapark Wilairot | Idemitsu Honda Team Asia      | Kalex Moto2        | 10   | +15,098   | 23      |       |
| 23º  | 57 | Edgar Pons          | Paginas Amarillas HP 40       | Kalex Moto2        | 10   | +21,012   | 27      |       |
| 24º  | 32 | Isaac Viñales       | Tech 3 Racing                 | Tech 3 Mistral 610 | 10   | +21,734   | 26      |       |
| 25º  | 33 | Alessandro Tonucci  | Tasca Racing                  | Kalex Moto2        | 10   | +30,005   | 30      |       |
| 26º  | 2  | Jesko Raffin        | Sports-Millions-EMWE-SAG      | Kalex Moto2        | 10   | +50,423   | 31      |       |

### Ritirati
| Nº | Pilota        | Squadra          | Motocicletta | Giri | Griglia |
| -- | ------------- | ---------------- | ------------ | ---- | ------- |
| 39 | Luis Salom    | SAG Team         | Kalex Moto2  | 8    | 16      |
| 54 | Mattia Pasini | Italtrans Racing | Kalex Moto2  | 1    | 22      |

### Non ripartiti
| Nº | Pilota        | Squadra        | Motocicletta       | Griglia |
| -- | ------------- | -------------- | ------------------ | ------- |
| 19 | Xavier Siméon | QMMF Racing    | Speed Up SF16      | 19      |
| 10 | Luca Marini   | Forward Racing | Kalex Moto2        | 10      |
| 97 | Xavi Vierge   | Tech 3 Racing  | Tech 3 Mistral 610 | 29      |

## Moto3
Il sudafricano Brad Binder ottiene in Italia il suo terzo successo consecutivo della stagione; in questo caso ha preceduto due piloti italiani, Fabio Di Giannantonio che ha ottenuto il suo primo podio nel motomondiale e Francesco Bagnaia.
Grazie alla sequenza di risultati positivi, Binder ha ora 49 punti di vantaggio nella classifica generale sul suo più diretto inseguitore.

### Arrivati al traguardo
| Pos. | Nº | Pilota                | Squadra                  | Motocicletta   | Giri | Tempo     | Griglia | Punti |
| ---- | -- | --------------------- | ------------------------ | -------------- | ---- | --------- | ------- | ----- |
| 1    | 41 | Brad Binder           | Red Bull KTM Ajo         | KTM RC 250 GP  | 20   | 39'49.382 | 4       | 25    |
| 2    | 4  | Fabio Di Giannantonio | Gresini Racing           | Honda NSF250R  | 20   | +0,038    | 16      | 20    |
| 3    | 21 | Francesco Bagnaia     | Aspar Mahindra           | Mahindra MGP3O | 20   | +0,069    | 8       | 16    |
| 4    | 23 | Niccolò Antonelli     | Ongetta-Rivacold         | Honda NSF250R  | 20   | +0,075    | 21      | 13    |
| 5    | 20 | Fabio Quartararo      | Leopard Racing           | KTM RC 250 GP  | 20   | +0,077    | 18      | 11    |
| 6    | 76 | Hiroki Ono            | Honda Team Asia          | Honda NSF250R  | 20   | +1,037    | 11      | 10    |
| 7    | 36 | Joan Mir              | Leopard Racing           | KTM RC 250 GP  | 20   | +1,532    | 10      | 9     |
| 8    | 8  | Nicolò Bulega         | SKY Racing Team VR46     | KTM RC 250 GP  | 20   | +1,538    | 7       | 8     |
| 9    | 58 | Juanfran Guevara      | RBA Racing               | KTM RC 250 GP  | 20   | +1,567    | 29      | 7     |
| 10   | 16 | Andrea Migno          | SKY Racing Team VR46     | KTM RC 250 GP  | 20   | +1,762    | 2       | 6     |
| 11   | 95 | Jules Danilo          | Ongetta-Rivacold         | Honda NSF250R  | 20   | +1,791    | 25      | 5     |
| 12   | 33 | Enea Bastianini       | Gresini Racing           | Honda NSF250R  | 20   | +1,792    | 6       | 4     |
| 13   | 19 | Gabriel Rodrigo       | RBA Racing               | KTM RC 250 GP  | 20   | +1,933    | 24      | 3     |
| 14   | 88 | Jorge Martín          | Aspar Mahindra           | Mahindra MGP3O | 20   | +2,011    | 14      | 2     |
| 15   | 48 | Lorenzo Dalla Porta   | Schedl GP Racing         | KTM RC 250 GP  | 20   | +2,041    | 13      | 1     |
| 16   | 11 | Livio Loi             | RW Racing GP BV          | Honda NSF250R  | 20   | +2,391    | 22      |       |
| 17   | 84 | Jakub Kornfeil        | Drive M7 SIC Racing      | Honda NSF250R  | 20   | +2,434    | 15      |       |
| 18   | 64 | Bo Bendsneyder        | Red Bull KTM Ajo         | KTM RC 250 GP  | 20   | +2,577    | 12      |       |
| 19   | 24 | Tatsuki Suzuki        | CIP-Unicom Starker       | Mahindra MGP3O | 20   | +2,775    | 20      |       |
| 20   | 98 | Karel Hanika          | Platinum Bay Real Estate | Mahindra MGP3O | 20   | +4,289    | 19      |       |
| 21   | 6  | María Herrera         | MH6 Team                 | KTM RC 250 GP  | 20   | +4,916    | 33      |       |
| 22   | 7  | Adam Norrodin         | Drive M7 SIC Racing      | Honda NSF250R  | 20   | +34,654   | 30      |       |
| 23   | 17 | John McPhee           | Peugeot MC Saxoprint     | Peugeot MGP3O  | 20   | +34,692   | 27      |       |
| 24   | 43 | Stefano Valtulini     | 3570 Team Italia         | Mahindra MGP3O | 20   | +34,739   | 28      |       |
| 25   | 77 | Lorenzo Petrarca      | 3570 Team Italia         | Mahindra MGP3O | 20   | +42,628   | 32      |       |

### Ritirati
| Nº | Pilota             | Squadra                  | Motocicletta   | Giri | Griglia |
| -- | ------------------ | ------------------------ | -------------- | ---- | ------- |
| 44 | Arón Canet         | Estrella Galicia 0,0     | Honda NSF250R  | 19   | 9       |
| 89 | Khairul Idham Pawi | Honda Team Asia          | Honda NSF250R  | 19   | 3       |
| 3  | Fabio Spiranelli   | CIP-Unicom Starker       | Mahindra MGP3O | 19   | 31      |
| 55 | Andrea Locatelli   | Leopard Racing           | KTM RC 250 GP  | 13   | 17      |
| 9  | Jorge Navarro      | Estrella Galicia 0,0     | Honda NSF250R  | 11   | 5       |
| 5  | Romano Fenati      | SKY Racing Team VR46     | KTM RC 250 GP  | 9    | 1       |
| 40 | Darryn Binder      | Platinum Bay Real Estate | Mahindra MGP3O | 7    | 23      |
| 10 | Alexis Masbou      | Peugeot MC Saxoprint     | Peugeot MGP3O  | 3    | 26      |